# Craugastor charadra
Craugastor charadra là một loài ếch thuộc họ Craugastoridae.
Loài này có ở Guatemala và Honduras.
Môi trường sống tự nhiên của chúng là rừng ẩm vùng đất thấp nhiệt đới hoặc cận nhiệt đới, vùng núi ẩm nhiệt đới hoặc cận nhiệt đới, sông ngòi, và các đồn điền.
Chúng hiện đang bị đe dọa vì mất môi trường sống.